# Gurinhém
Gurinhém,  também conhecido como a "Joia Rara do Agreste", é um município brasileiro do estado da Paraíba, localizado na Região Geográfica Imediata de João Pessoa.
De acordo com o IBGE (Instituto Brasileiro de Geografia e Estatística), no ano de 2010 sua população era estimada em 14.107 habitantes. Área territorial de 346 km².

## Topônimo
Há duas versões credíveis para a origem do topônimo da cidade. O historiador Teodoro Sampaio, em seu Vocabulário geográfico brasileiro, acredita proceder ou da corruptela guirá-nhë, que significa «o canto dos pássaros», ou de gurí-nhé e significar «o rumor dos bagres».

## História
Sua história ainda é pouco conhecida. Por meio de pesquisa feita localmente, entrevista com os moradores mais antigos registro da Igreja Católica, já se tem um acervo de informações que se encontram arquivados para futuros estudos.                                                                                  
Acredita-se que por sua proximidade com a antiga Missão de Pilar, sua história esteja muito ligada àquela vila. A povoação do atual município de Gurinhém originou-se por volta de 1820, quando um grupo de padres jesuítas procedentes da serra de Fagundes, encontrou num pequeno monte uma imagem. Em face de tal achado, ergueram no local uma capela em homenagem à santa encontrada, Nossa Senhora da Conceição. Até hoje a Igreja é mantida e conservada pelos moradores da comunidade e fiéis.
Em torno dessa capela fundou-se o povoado que mais tarde deu lugar ao município. Nessa época, ficou marcado também o fato de que era em sua sacristia que os escravos negros eram batizados.
O rio Gurinhém, que originou o nome do município - Gurin-Y-Ê -, já teve outro nome. Era conhecido como rio Cantagalo, devido sua origem: nasce na Serra Cantagalo no município da Serra Redonda, e se estende até a Fazenda Maraú, localizada no município de Cruz do Espírito Santo, é intermitente, e também o maior afluente do Rio Paraíba, rio esse que só enche no inverno, e é completamente escasso no verão. 
Entretanto, na década de 1980, aconteceu uma verdadeira tragédia. Com um inverno rigoroso, aconteceu uma grande enchente causada pelas fortes chuvas, que com a ajuda dos açudes que estouraram suas represas, provocaram a inundação de ruas alagando casas e desabrigando muitas famílias, que sem ter para onde ir, invadiram e alojaram-se por tempo indeterminado em escolas públicas.
Com essa enchente, deu-se a construção e formação de um conjunto habitacional para tentar superar as perdas das famílias atingidas, esse conjunto recebeu o nome de Conjunto Boa Esperança, e deu origem a formação de um outro conjunto, Conjunto Mangueira, que com a sensibilidade e o companheirismo da população, que reuniu-se no dia da fraternidade organizado pela Igreja, construíram várias casas. Iniciou-se, então, uma expansão da cidade.
Na cultura destaca-se a Banda Marcial de Gurinhém, corporação musical criada em 26 de Março de 2002, cinco vezes campeã paraibana e que ao longo de sua história já realizou 549 apresentações, visitando 77 cidades diferentes, em três estados do país.

## Formação administrativa
Distrito criado com a denominação de Gurinhém, pela lei provincial nº 501, de 30 de outubro de 1873 e por lei estadual nº 424, de 28 de outubro de 1915. Em divisão administrativa referente ao ano de 1911, o distrito de Gurinhém, figura no município de Pilar. Assim permanecendo em divisão territorial datada de 1-VII-1955. Elevado à categoria de município com a denominação de Gurinhém, pela lei estadual nº 2917, de 19 de dezembro de 1958, desmembrado de Pilar. Sede no antigo distrito de Gurinhém. Constituíndo do distrito sede. Instalado em 16 de janeiro de 1959. Em divisão territorial datada de 1-VII-1960, o município é constituído do distrito sede. Assim permanecendo em divisão territorial datada de 2007.

## Geografia
Gurinhém apresenta o clima do tipo tropical semiárido, com chuvas de verão. O período chuvoso se inicia em novembro e tem término em abril. A precipitação média anual é de 431,8mm.
O município encontra-se inserido nos domínios da bacia hidrográfica do rio Paraíba, mais especificamente na região do Baixo Paraíba. Seus principais cursos d'água são os rios Gurinhém, Gurinhenzinho e Salgado. Os principais riachos são o Lagoa Nova, Morcego, Cipoal, Três Passagens, Carrapicho, Camucá, Salgado e Riachão.